# Shiz
Shiz is in het heilige Boek van Mormon van de Kerk van Jezus Christus van de Heiligen der Laatste Dagen in het ongedateerde boek "Ether" (15:23) een onvermoeibare vechter, die de machtige koning Coriantumr en zijn leger van twee miljoen man in een hevige veldslag van enkele dagen met slechts een paar man weerstaat. Uiteindelijk wordt hij onthoofd, maar richt zich weer op om door te vechten. Er is geen enkel historisch bewijs voor het bestaan van Shiz in Amerika.
De mormoonse commentatoren wijzen er echter wel op dat door de Griekse "vader van de geschiedschrijving", Herodotus, in zijn boek "Historiën" verhaald wordt hoe de Perzische koning Xerxes I (koning Kores uit de Bijbel) met zijn leger van 1,8 miljoen naar Griekenland oprukt, maar bij de pas van Thermopylae door een handvol Spartanen onder leiding van Leonidas dagenlang opgehouden wordt. Als na de slag het lijk van Leonidas gevonden wordt, laat Xerxes I het kruisigen en onthoofden.